# Handelshochschule Berlin
Handelshochschule Berlin – wyższa szkoła handlowa z siedzibą w Berlinie, działająca w latach 1906–1946 a później włączona w struktury Uniwersytetu Humboldtów.

## Historia
Berlińska wyższa szkoła handlowa została założona w 1906 roku jako samodzielna instytucja z misją kształcenia przedsiębiorców. Była to pierwsza szkoła tego typu w całości ufundowana, zorganizowana i finansowana przez związki handlowców i Izbę Przymysłowo-Handlową (niem. IHK Berlin) bez dotacji państwowych. Szkoła została uroczyście otwarta 27 października 1906 roku.
Początkowo w szkole dokształcali się doświadczeni handlowcy a okres studiów był o cztery semestry krótszy niż na uniwersytecie. Studia obejmowały zajęcia z handlu, ekonomii, statystyki, prawa, geografii, historii handlu, chemii i fizyki oraz języków obcych. Obok wykładów studenci uczestniczyli w zajęciach praktycznych w berlińskich przedsiębiorstwach.
Jej pierwszym rektorem został Ignaz Jastrow (1856–1937). Wykładowcami szkoły byli m.in. Werner Sombart (1863–1941), Paul Eltzbacher (1868–1928), Arthur Binz (1868–1943), Franz Eulenburg (1867–1943), Johann Friedrich Schär (1846–1924), Moritz Julius Bonn (1873–1965), Władysław Bortkiewicz (1868–1931), Hugo Preuß (1860–1925). Od 1928 roku na uczelni pracował Carl Schmitt (1888–1985) – teoretyk państwa autorytarnego, którego teorie służyły za ideologiczne podstawy dyktatury nazistowskiej. W 1933 roku ze szkoły wyrzucono pracowników pochodzenia żydowskiego, pracę stracili m.in. Constantin von Dietze (1891–1973), Emil Lederer (1882–1939) i Moritz Julius Bonn.
W 1946 roku szkoła została włączona w struktury Uniwersytetu Humboldtów w Berlinie.

## Gmach Handelshochschule Berlin
Dla potrzeb szkoły wzniesiono nowy gmach przy Spandauer Straße 1 na terenie należącym uprzednio do szpitala Heilig-Geist-Spital w berlińskiej dzielnicy Mitte. Konkurs na projekt i jego wykonanie wygrali w 1904 roku Wilhelm Cremer (1845–1919) i Richard Wolffenstein (1846–1919) prowadzący biuro architektoniczne Cremer & Wolffenstein. Pierwotnie projekt zakładał wyburzenie znajdującej się na terenie dawnej kaplicy przyszpitalnej, jednak po protestach mieszkańców i ochrony zabytków, kaplica została utrzymana i zintegrowana z nowym trzypiętrowym budynkiem w stylu historycznym włoskiego renesansu.
Gmach uległ zniszczeniu podczas II wojny światowej i został odbudowany w uproszczonej formie w 1980 roku. Obecnie mieści się tu Wydział Ekonomiczny Uniwersytetu Humboldtów.